# Cistugo lesueuri
Cistugo lesueuri — вид рукокрилих родини Лиликові (Vespertilionidae).

## Поширення
Країни проживання: Лесото, Південна Африка. Цей вид дуже рідко реєструються. 

## Загрози та охорона
Йому локально загрожує перетворення землі для сільськогосподарського використання. Ймовірно, присутній на природоохоронних територіях.